# Woldemar von Heyden
Woldemar von Heyden-[Cartlow] (* 8. Februar 1809 in Kartlow; † 11. Mai 1871 ebenda; vollständiger Name: Gustav Friedrich Theodor Woldemar von Heyden-Cartlow) war Generallandschaftsrat, Rittergutsbesitzer und Mitglied des Vereinigten Landtags von Preußen.

## Leben
Woldemar von Heyden war der Sohn des Wichard Wilhelm von Heyden (1782–1836) und der Wilhelmine von Gloeden (1789–1820). Er studierte an der Universität Bonn Rechtswissenschaften und gehörte dort dem  Corps Borussia an. 1836 übernahm er nach dem Tod seines Vaters das Gut Kartlow, das zu dieser Zeit gute Gewinne abwarf.
1837 heiratete er in Dresden Athalie Fränkel (* 24. Mai 1814 in Warschau; † 12. Mai 1873 in Kartlow), die Tochter eines Warschauer Bankiers und Eisenbahnunternehmers. Der Vater konvertierte Anfang des 19. Jahrhunderts mit der ganzen Familie vom jüdischen zum katholischen Glauben. Athalie wurde von ihrem Vater mit einem bedeutenden Vermögen ausgestattet, über das sie allein verfügte. Woldemar lieh sich bei ihr im Laufe der Jahre insgesamt 73.000 Taler, die später durch eine Hypothek auf Sarow abgesichert wurden. Zwischen 1838 und 1858 wurden dem Paar sechs Kinder geboren.
Zwischen 1840 und 1860 gelang es Woldemar den Besitz von Kartlow zu vervierfachen. 1840 kaufte er die Güter Müssentin, Kronsberg und Klein Toitin. 1846 erwarb er von Helmuth von Heyden-Linden das Heydensche Stammgut Groß Toitin. 1855 kaufte er den Maltzahnschen Gutskomplex Schmarsow. 1860 erwarb er das Maltzahnsche Stammgut Sarow aus der Hand eines Herrn von Meyennn. 1861 umfasste der Besitz eine Fläche von 4500 Hektar, in denen 1446 Menschen lebten. Dazu kamen noch 1854 die Güter Alexanderhof und Wittenhof bei Prenzlau sowie 1863 Damitzow mit Keesow.
Woldemar erkannte, dass die Weiterverarbeitung und eigene Vermarktung der landwirtschaftlichen Produkte größeren Gewinn abwerfen würde, als die Produktion allein. So erwarb er 1844 die Tollensemühle in Altentreptow und ersteigerte 1852 die Prenzlauer Uckermühlen. Ebenfalls 1844 hatte er in Jarmen Grundstücke an der Peene erworben, wo er Lagerhäuser errichten konnte und ein Schiff gekauft. Ende der 1840er Jahre gründete Woldemar in Kartlow eine eigene Bank. Er beteiligte sich mit wechselndem Erfolg am Aktienhandel.
Woldemar unternahm mehrfach Reisen nach England, wohin er wegen der höheren Preise Getreide und Mehl exportiert haben soll. Das ihm zugeschriebene eigene Schiff, die Bark „von Heyden-Cartlow“, wird jedoch in den umfangreich erhaltenen Bilanzen des Kartlower Gutes nicht erwähnt. Allerdings lebte der auf einem Bild des Schiffes genannte Kapitän Carl Gaede um 1868 tatsächlich in Anklam.
Woldemar von Heyden war Mitglied des Provinziallandtags der Provinz Pommern. Er gehörte in den Jahren 1847 und 1848 dem Ersten bzw. Zweiten Vereinigten Landtag an. Später kandidierte er nicht mehr als Abgeordneter.  Als Generallandschaftsrat war er im Vorstand der Pommerschen Landschaft tätig. Ferner war er Kurator des Marienstiftes zu Stettin.

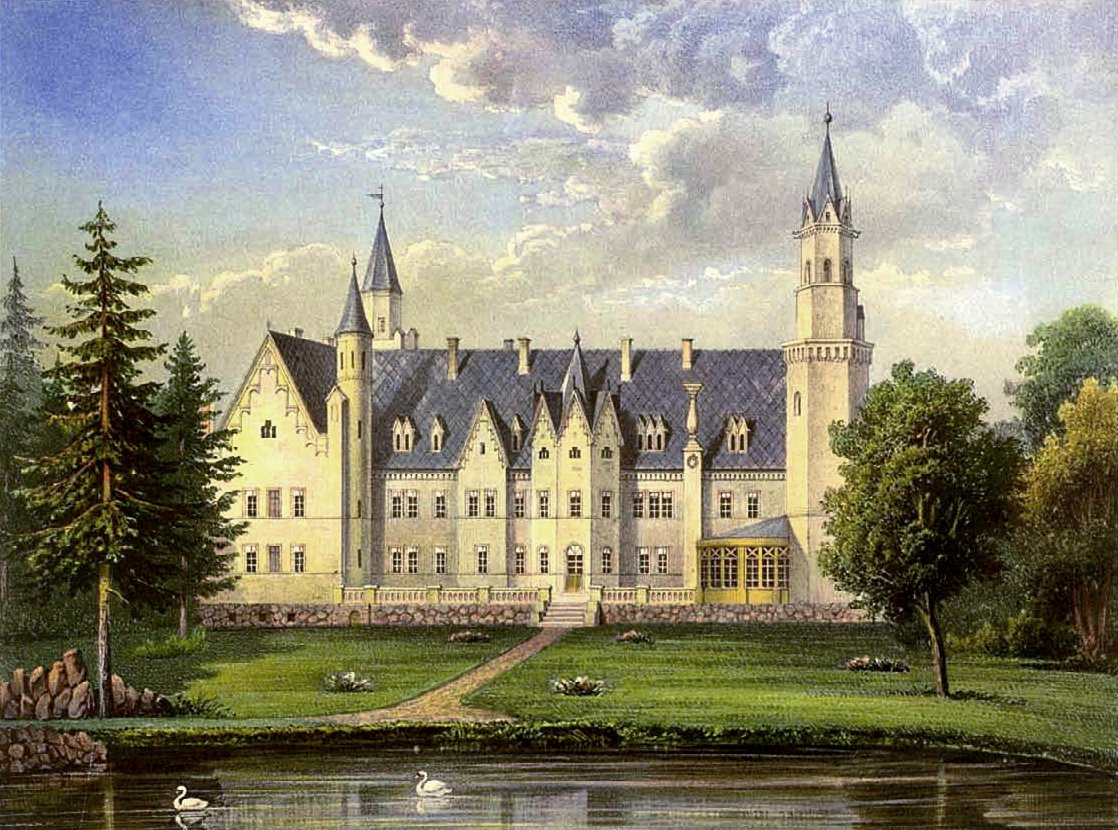
Schloss Kartlow um 1860, Sammlung Alexander Duncker

Zwischen 1853 und 1859 ließ Woldemar das Schloss Kartlow als neues Herrenhaus errichten. Bereits davor wurde nach einem Plan von Peter Joseph Lenné ein Landschaftspark angelegt. Ende der 1860er Jahre ließ er die Kartlower Kirche grundlegend sanieren. Die Groß Toitiner Kirche ließ er neu bauen.
Im Kartlower Ortsteil Unnode ließ er ein Haus für die Altersversorgung von Landarbeitern errichten. Die Aufsicht und wirtschaftliche Kontrolle über das sogenannte „Altenstift“ übertrug er 1862 der Pommerschen Provinzial-Genossenschaft des Johanniterordens. Um 1862 initiierte er eine Art Sozialversicherung „um der Verarmung der Tagelöhner vorzubeugen“. Die „Kuhkasse“, in der der Gutsbesitzer jährlich einen Taler pro Kuh, jeder Arbeiter die Hälfte einzahlte, sicherte bei Verlust eines Tieres, was sonst für die Betroffenen eine Katastrophe bedeutete, die Neuanschaffung eines Tieres.
1864 wurde die Einrichtung eines Fideikommiss nach englischem Vorbild als Minorat durch die königliche Regierung genehmigt. 1870 wurde damit der Titel „Graf von Cartlow“ verbunden, der nur dem Fideikommissherrn zustand. Erster Graf von Cartlow war Woldemars Sohn Adam Werner.
1871 schied Woldemar von Heyden durch Selbsttötung aus dem Leben. Die genauen Gründe dafür sind nicht bekannt.